# Anax immaculifrons
Anax immaculifrons är en trollsländeart som beskrevs av Jules Pièrre Rambur 1842. Anax immaculifrons ingår i släktet Anax och familjen mosaiktrollsländor. IUCN kategoriserar arten globalt som livskraftig. Inga underarter finns listade i Catalogue of Life.